# Arrondissement de Bayreuth
L’arrondissement de Bayreuth est un arrondissement (Landkreis en allemand) de Bavière, en Allemagne) situé dans le district (Regierungsbezirk en allemand) de Haute-Franconie. 
Son chef-lieu est Bayreuth.

## Lieux et monuments
|  | Schloss Aufseß           | Aufseß       |
|  | Vue du Château Fantaisie | Eckersdorf   |
|  | Schloss Freienfels       | Hollfeld     |
|  | Hollfeld                 | Hollfeld     |
|  | Schloss Wiesentfels      | Hollfeld     |
|  | Pegnitz                  | Pegnitz      |
|  | Burg Pottenstein         | Pottenstein  |
|  | Teufelshöhle             | Pottenstein  |
|  | Tüchersfeld              | Pottenstein  |
|  | Burg Waischenfeld        | Waischenfeld |

## Villes, communes et communautés d'administration
(nombre d'habitants en 2006)
| - Städte - Bad Berneck im Fichtelgebirge (4 695) - Betzenstein (2 534) - Creußen (4 713) - Gefrees (4 739) - Goldkronach (3 675) - Hollfeld (5 232) - Pegnitz (13 978) - Pottenstein (5 467) - Waischenfeld (3 195) - Märkte - Plech (1 307) - Schnabelwaid (1 028) - Weidenberg (6 468) - Communes - Ahorntal (2 229) - Aufseß, (1 357) - Bindlach (7 186) - Bischofsgrün (2 029) - Eckersdorf (5 097) - Emtmannsberg (1 117) - Fichtelberg (1 992) - Gesees (1 231) - Glashütten (1 480) - Haag (945) - Heinersreuth (3 815) - Hummeltal (2 473) - Kirchenpingarten (1 406) - Mehlmeisel (1 392) - Mistelbach (1 621) - Mistelgau (3 924) - Plankenfels (887) - Prebitz (1 135) - Seybothenreuth (1 378) - Speichersdorf (6 249) - Warmensteinach (2 338) - Verwaltungsgemeinschaften - Verwaltungsgemeinschaft Betzenstein (Ville de Betzenstein et Markt Plech) - Verwaltungsgemeinschaft Greußen (Ville de Creußen, Markt Schnabelwaid, communes Haag et Prebitz) - Verwaltungsgemeinschaft Hollfeld (Ville de Hollfeld, communes Aufseß et Plankenfels) - Verwaltungsgemeinschaft Mistelbach (Communes Gesees, Hummeltal et Mistelbach) - Verwaltungsgemeinschaft Mistelgau (Communes Glashütten et Mistelgau) - Verwaltungsgemeinschaft Weidenberg (Markt Weidenberg, communes Emtmannsberg, Kirchenpingarten et Seybothenreuth) | - Gemeindefreie Gebiete (190,05 km²) - Bischofsgrüner Forst (27,00 km²) - Fichtelberg (21,14 km²) - Forst Neustädtlein am Forst (7,57 km²) - Forst Thiergarten (6,30 km²) (aufgelöst 1. Januar 2005) - Glashüttener Forst (4,77 km²) - Goldkronacher Forst (18,02 km²) - Heinersreuther Forst (7,61 km²) - Langweiler Wald (4,52 km²) - Lindenhardter Forst-Nordwest (8,31 km²) - Lindenhardter Forst-Südost (2,72 km²) - Löhlitzer Wald (2,65 km²) - Neubauer Forst-Nord (5,65 km²) - Prüll (2,22 km²) - Veldensteiner Forst (55,60 km²) - Waidacher Forst (6,44 km²) - Warmensteinacher Forst-Nord (9,53 km²) |